# Arturo Moya Moreno
Arturo Moya Moreno (Granada, 14 de abril de 1942 - Ibidem, 25 de diciembre de 2016) fue un político español. Ejerció como diputado por la provincia de Granada en las dos primeras legislaturas tras la Transición a la democracia por la UCD.  

## Biografía
Licenciado en Ciencias Políticas por la Universidad Complutense y titulado en la Escuela Oficial de Periodismo, además de ser Ingeniero Técnico de Minas, comenzó su vocación política en 1971, cuando se presentó a procurador de las Cortes franquistas por el tercio familiar. En aquellos comicios, obtuvo una notable victoria en la ciudad que vio frustrada por su incontestable derrota en el interior, donde no caló su «Vota Arturo, vota futuro». Esto le valió, sin embargo, para ganarse una imagen entre la oposición moderada al régimen del general Franco. En 1974, creó Causa Ciudadana, de tendencia socialdemócrata, y dos años más tarde, se integra junto a Francisco Fernández Ordóñez en el Partido Social Demócrata, uno de los muchos partidos que surgieron en los días de la llamada «sopa de letras». A pesar de esto, al año siguiente se integró en la UCD de Adolfo Suárez, que ya desde 1976 ejercía como presidente del Gobierno. En 1977, fue elegido diputado a las Cortes Constituyente por Granada, a las que se presentó como cabeza de lista. Ese mismo año, se unió al gabinete de Adolfo Suárez en calidad de consejero. Desde ahí, participó en el debate político, sobre todo en los Pactos de la Moncloa. En junio de 1978, fue nombrado subsecretario adjunto al Vicepresidente y Ministro de Economía Fernando Abril Martorell. Fue, además, vicepresidente primero de la Comisión de Economía y Hacienda entre agosto y noviembre de 1977 y vocal de la Comisión de Defensa entre noviembre de 1977 y enero de 1979. Ese año, repitió como diputado por Granada, y desde su escaño fue testigo y rehén durante el golpe de Estado de Tejero. En 1978, fue secretario de Acción Electoral de UCD y, por tanto, fue miembro de su Comité Ejecutivo. El 21 de octubre de 1980, junto a otros diputados de la provincia, preguntó al Ministro de Obras Públicas y Urbanismo, Jesús Sancho Rof, sobre varias obras públicas que debían hacerse en la provincia de Granada.
Desencantado de la política y tras haber abogado una unión entre la UCD y AP para oponerse al PSOE en las elecciones de 1982, pasó al sector privado. Fue presidente de El Correo de Andalucía en 1986. Participó en la organización de la Expo' 92 de Sevilla y fue presidente de la Cámara de Comercio, Industria y Navegación de Sevilla en 1993. Ya más adelante, fue miembro del Comité Ejecutivo de la Fundación Forja XXI (1996), vicepresidente Ejecutivo de la Fundación Antares (1999), delegado General para el PGOU de Marbella (2003) y presidente del Comité Económico de Cruz Roja de Granada (2005). En 1994, lideró la candidatura nacionalista y de izquierdas Coalición Andalucista - Poder Andaluz a la Presidencia de la Junta de Andalucía, con unos resultados exiguos: de los diez diputados que conservaba el Partido Andalucista de las elecciones anteriores, se pasó a tres, y ni siquiera Moya consiguió hacerse con un escaño. En 2007, resucitó Causa Ciudadana, en este caso como sociedad civil y con sede en Marbella. Fue, además, colaborador en Canal Sur. Escribió numerosos artículos en El País, ABC, El Mundo, Granada Hoy y La Tribuna. En un artículo publicado el 4 de julio de 2002 en El País, se quejaba de la escasa conmemoración que tuvieron las primeras elecciones generales tras la Transición durante el mandato de José María Aznar, al que además acusó de seguir la estela de Silvio Berlusconi o de George Bush y de abandonar el centro, que vendría a representar más el entonces flamante candidato socialista, José Luis Rodríguez Zapatero. Como reconocimiento a su trayectoria, se le concedió la medalla al Mérito Constitucional y de la Encomienda de Alfonso X el Sabio, además de la Medalla de la Diputación de Granada.

## Obra
Publicó con Unión Editorial el libro España amenazada en 1981. Muchos años después, se lanzó a escribir sus memorias, que publicó Almuzara de manera póstuma en 2017.